# Zóhár
A Zóhár könyve – a Ragyogás könyve (סֵפֶר זֹהָר Széfer Zóhár) a Kabbala széles körben legfontosabbnak tartott írásműve, az időszámítás szerinti 2. században, Rabbi Simon bár Jocháj (Rásbi) és tanítványai által íródott. A Zóhár, amely arámiul lett írva, az ún. Tikkun (magyarul: (ki)javítás) módszerét mutatja be, és noha rejtett formában, de leírja mindazt, amit a természettel egyensúlyba került ember megél. Továbbá, leírást találunk benne az összes jövőbeni helyzetről, amin az emberiség az ego végső kijavítását bezárólag végig kell, hogy menjen. (Egyes nézetek szerint a 13. századi hispániai zsidó misztikus író, Mózes de León alkotása a mű.)

## A Zóhár útja
A Zohár könyvét azt követően, hogy az írása befejeződött, elrejtették. A nagy nyilvánosság számára elsőként csak a 13. században, Spanyolországban adták ki. Mintegy 1400 évvel a Zóhár megírását követően, a tizenhatodik században jelent meg Cfát városában Ári. Ugyanazon kijavítási módszert, amelyet a Zóhár egy rejtett utalásokkal és példázatokkal teli nyelvezettel ír le, azt Ári egy olyan tudományos és módszeres nyelv útján fejezi ki, amely az egyetemes természetteli egyensúlyhoz elvezető módszer fázisait a lehető legapróbb részletekig bemutatja és kifejezésre juttatja.
Írásai a felső világ struktúrájának leírásait tartalmazzák, illetőleg elmagyarázzák az embernek, hogy az miként léphet be a valóság ezen dimenziójába.

## A Zóhár napjainkban és annak hatása
Napjainkban a kijavítás módszere teljes egészében feltárul: Baal HaSzullám (1884-1954) érdemeként a Zóhár könyvét, illetve Ári írásait olyan magyarázatokkal látták el, hogy azokat már mindenki meg tudja érteni.
HaSzullám legfőbb írásai: a Zóhár Könyvéhez írott Szullám (létra) elnevezésű szövegmagyarázata; a Tíz Szefírá tanulmánya c. műve, amelyben Ári írásait magyarázza. Továbbá, még számos olyan értekezést is írt, melyekben a természettel egyensúlyban levő emberi társadalom megépítésének a módját magyarázza el.
Első magyar nyelvű kiadása Uri Asaf fordításában 2014-ben jelent meg.

## Magyarul

### Válogatás
- Zóhár, a ragyogás könyve; vál., ford. Bíró Dániel és Réti Péter; Holnap, Bp., 1990 (Vízöntő könyvek)
- Zohar – Ragyogó fény (ford. Isztrayné Bíró Anna), Farkas Lőrinc Imre Kiadó, 1997, 174 p.

### Teljes kiadás
- Zohár a Teremtés könyvéről (ford. Uri Asaf, tan. Tatár György), Atlantisz Könyvkiadó, Budapest, 2014 (A kútnál), ISBN 9789639777347, 996 p.

## Külső hivatkozások
- A Zóhár Könyve
- Zóhár – A Ragyogás Könyve